# Валігура Іван Трохимович
Іван Трохимович Валігура (1911, село Карасиха, тепер Білогірський район Хмельницької області — 1973, місто Єнакієве Донецької області) — український шахтар, передовик виробництва, Герой Соціалістичної Праці(28.08.1948). Депутат Верховної Ради СРСР 3—5-го скликань. Член ЦК КПУ в 1949—1960 роках.

## Біографія
Народився в родині селянина-бідняка. Батько загинув під час громадянської війни. З юних років Іван Валігура працював у власному сільському господарстві. Освіта неповна середня.
У 1929 році перехав на Донбас. З 1929 року працював збирачем породи, кріпильником, вибійником на шахтах № 5 та № 1-2 «Красный Октябрь» тресту «Орджонікідзевугілля» міста Єнакієве.
З 1933 по 1936 рік служив у Червоній армії.
У 1936—1941 роках — вибійник шахти № 1-2 «Красный Октябрь» тресту «Орджонікідзевугілля» комбінату «Артемвугілля» міста Єнакієве Донецької (Сталінської) області.
З 1941 по 1945 рік — у Червоній армії, учасник німецько-радянської війни. Служив поваром батареї управління 10-ї гарматної артилерійської бригади 6-ї артилерійської дивізії РГК на Західному, Брянському, 1-му Білоруському фронтах.
Член ВКП(б) з 1942 року.
У 1945 році повернувся на шахту, працював вибійником, бригадиром вибійників шахти № 1-2 «Красный Октябрь» тресту «Орджонікідзевугілля» комбінату «Артемвугілля» міста Єнакієве Сталінської області. Один із організаторів колективного стахановського руху у вибої. У 1948 році запропонував і запровадив у вибої бригадний метод вугледобування, що значно підвищило продуктивність праці.
Потім — на пенсії в місті Єнакієве Донецької області.

## Звання
- молодший сержант

## Нагороди
- Герой Соціалістичної Праці (28.08.1948)
- орден Леніна (28.08.1948)
- орден Вітчизняної війни 2 ступеня (9.06.1945)
- орден Червоної Зірки (6.02.1945)
- медаль «За бойові заслуги» (15.07.1943)
- медалі
- Почесний громадянин міста Єнакієве